# Олимпийские игры на почтовых марках Украины

Олимпийские игры на почтовых марках Украины — тематический каталог (перечень) знаков почтовой оплаты (почтовых марок) на тему Олимпийских игр, введённых в обращение почтой Украины.
С 1992 года дирекцией государственного предприятия почтовой связи «Укрпочта» (укр. КМД УДППЗ «Укрпошта») выпускались памятные (коммеморативные) почтовые марки, посвящённые тематике Олимпийских игр.
Почтовые марки № 23, 24, 25 были напечатаны канадской типографией Canadian Bank Note Company, № 34 — венгерской типографией Philatelia Hungarica Kft, № 99—100 — московской типографией «Гознак», все остальные почтовые марки, введённые в обращение почтой Украины на тему Олимпийских игр, напечатаны государственным предприятием «Полиграфический комбинат „Украина“».

## Олимпийская филателия
«Олимпи́йская филатели́я» — название одного из подразделов области спортивной филателии — тематического коллекционирования знаков почтовой оплаты и штемпелей, объектами которого являются филателистические материалы, посвящённые Олимпийским играм, их истории, олимпийской символике, ритуалам, программе игр, спортсменам-олимпийцам, их спортивным достижениям, олимпийскому движению или связанных с ними темам. Олимпийская филателия появилась вместе с современными Олимпийскими играми в качестве вестника (или гонца) Олимпийских игр, ибо почтовые марки являются одним из самых массовых средств информации в мире (тираж знаков почтовой оплаты зачастую превышает, либо соизмерим с тиражами популярных газет). Однако олимпийская филателия не ограничилась ролью олимпийского глашатая. Она стала активной помощницей проведения современных Олимпийских игр: филателистические выпуски с пятью переплетёнными кольцами с дополнительным номиналом использовались организаторами Игр для сбора необходимых средств. Выступая в роли финансовых кредиторов Игр, эти выпуски сыграли заметную роль в возрождении Олимпиад: не зная границ и расстояний, марки доходили до самых отдалённых и труднодоступных уголков нашей планеты.

## Список коммеморативных марок
Порядок следования элементов в таблице соответствует номеру по каталогу марок Украины на официальном сайте Укрпочты (укр. КМД УДППЗ «Укрпошта»), в скобках приведены номера по каталогу «Михель».
| № по каталогу                                                           | Изображение                     | Описание и источники | Номинал                    | Дата выпуска         | Тираж     | Художник                                   |
| ----------------------------------------------------------------------- | ------------------------------- | --- | -------------------------- | -------------------- | --------- | ------------------------------------------ |
| № 23 (Mi #83)                                                           |                                 | Ігри XXV Олімпіади в Барселоні. Гімнастка зі стрічкою. с укр. — «Игры XXV Олимпиады в Барселоне. Гимнастка с лентой». | 3,00 карб.                 | 25 июля 1992 года    | 3 000 000 | Александр Ивахненко                        |
| № 24 (Mi #84)                                                           |                                 | Ігри XXV Олімпіади в Барселоні. Стрибун із жердиною. с укр. — «Игры XXV Олимпиады в Барселоне. Прыгун с шестом». | 4,00 карб.                 | 25 июля 1992 года    | 5 500 000 | Лариса Корень                              |
| № 25 (Mi #85)                                                           |                                 | Ігри XXV Олімпіади в Барселоні. Гімнастка зі стрічкою. с укр. — «Игры XXV Олимпиады в Барселоне. Гимнастка с лентой». | 5,00 карб.                 | 25 июля 1992 года    | 3 000 000 | Александр Ивахненко                        |
| № 34 (Mi #94) (Mi #Block2)                                              |                                 | Блок Спортсмени України — призери XXV Олімпійських ігор. с укр. — «Блок Спортсмены Украины — призёры XXV Олимпийских игр». | 10,00 карб.                | 14 декабря 1992 года | 200 000   | Василий Дворник                            |
| № 99 (Mi #159) № 100 (Mi #160) (Mi #Block5)                             |                                 | Блок «XVII зимові Олімпійські ігри у Ліллехаммері (1994 р.). Перший командний виступ національної збірної України»: Фігурне катання Біатлон. с укр. — «Блок «XVII зимние Олимпийские игры в Лиллехаммере (1994 г.). Первое командное выступление национальной сборной Украины»: - Фигурное катание и - Биатлон». | 50 000 40 000 карб.        | 13 января 1996 года  | 300 000   | Василий Дворник                            |
| № 112 (Mi #172)                                                         |                                 | «100 років Олімпійським іграм сучасності». с укр. — «100-летие современных Олимпийских игр». | 40 000 карб.               | 29 июля 1996 года    | 300 000   | В. И. Лесняк                               |
| № 113 (Mi #173)                                                         |                                 | XXVI літні Олімпійські ігри в Атланті (19 липня — 4 серпня 1996 р.): Греко-римська боротьба. с укр. — «XXVI летние олимпийские игры в Атланте (19 июля — 4 августа 1996 года): - Греко-римская борьба». | 20 000 карб.               | 19 июля 1996 года    | 500 000   | С. П. Миненко                              |
| № 114 (Mi #174)                                                         |                                 | XXVI літні Олімпійські ігри в Атланті (19 липня — 4 серпня 1996 р.): Гандбол с укр. — «XXVI летние олимпийские игры в Атланте (19 июля — 4 августа 1996 года): - Гандбол». | 40 000 карб.               | 19 июля 1996 года    | 500 000   | С. П. Миненко                              |
| № 115 (Mi #175) (Mi #Block6)                                            |                                 | Блок «XXVI літні Олімпійські ігри в Атланті (19 липня — 4 серпня 1996 р.)». с укр. — «Блок «XXVI летние олимпийские игры в Атланте (19 июля — 4 августа 1996 года)»». | 100 000 карб.              | 19 июля 1996 года    | 300 000   | В. И. Лесняк                               |
| № 184 (Mi #244)                                                         |                                 | XIII зимові Олімпійські Ігри в Нагано. Біатлоніст. с укр. — «XIII зимние Олимпийские Игры в Нагано. - Биатлонист». | 0,20 гривны                | 14 февраля 1998 года | 200 000   | Алексей Штанко                             |
| № 185 (Mi #245)                                                         |                                 | XIII зимові Олімпійські Ігри в Нагано. Фігурне катання. с укр. — «XIII зимние Олимпийские Игры в Нагано. - Фигурное катание». | 0,20 гривны                | 14 февраля 1998 года | 200 000   | Алексей Штанко                             |
| № 325 (Mi #383)                                                         |                                 | Серія «Ігри XXVII Олімпіади»: стрибок у висоту. с укр. — «Серия «XXVII летние Олимпийские игры»: - прыжок в высоту». | 0,30 гривны                | 26 июня 2000 года    | 150 000   | В. Евтушенко                               |
| № 326 (Mi #384)                                                         |                                 | Серія «Ігри XXVII Олімпіади»: Бокс. с укр. — «Серия «XXVII летние Олимпийские игры»: - бокс». | 0,30 гривны                | 26 июня 2000 года    | 150 000   | В. Евтушенко                               |
| № 327 (Mi #385)                                                         |                                 | Серія «Ігри XXVII Олімпіади»: Човнярство. с укр. — «Серия «XXVII летние Олимпийские игры»: - парусный спорт». | 0,70 гривны                | 26 июня 2000 года    | 150 000   | В. Евтушенко                               |
| № 328 (Mi #386)                                                         |                                 | Серія «Ігри XXVII Олімпіади»: Художня гімнастика. с укр. — «Серия «XXVII летние Олимпийские игры»: - художественная гимнастика». | 1,00 гривна                | 26 июня 2000 года    | 150 000   | В. Евтушенко                               |
| № 430 (Mi #490)                                                         |                                 | «Найвищі досяrнення українських спортсменів: Легка атлетика». с укр. — «Наивысшие достижения украинских спортсменов: - Лёгкая атлетика». | 0,40 гривны                | 15 февраля 2002 года | 500 000   | Геннадий Кузнецов                          |
| № 431 (Mi #491)                                                         |                                 | «Найвищі досяrнення українських спортсменів: Плавання». с укр. — «Наивысшие достижения украинских спортсменов: - Плавание». | 0,40 гривны                | 15 февраля 2002 года | 500 000   | Геннадий Кузнецов                          |
| № 597 (Mi #655)                                                         |                                 | «Ігри XXVIII Олімпіади в Афінах». с укр. — «Игры XXVIII Олимпиады в Афинах». | 2,61 гривны                | 26 июня 2004 года    | 100 000   | Кость Лавро                                |
| № 894 (Mi #936) № 895 (Mi #937) № 896 (Mi #938) № 897 (Mi #939)         |                                 | XXIX Олімпійські ігри. Пекін-2008: Стрільба з лука; Фехтування; Велоспорт; Веслування академічне. с укр. — «XXIX Олимпийские игры, Пекин-2008: - Стрельба из лука; - Фехтование; - Велоспорт; - Гребля академическая». | 1,00 1,30 2,47 3,33 гривны | 26 января 2008 года  | 230 000   | Владимир Таран                             |
| № 1026 (Mi #1068) № 1027 (Mi #1069) № 1028 (Mi #1070) № 1029 (Mi #1071) | № 1026 и № 1027 № 1028 и № 1029 | Зчіпка «XXI зимові Олімпійські ігри. Ванкувер-2010»: Фрістайл; Лижні гонки; Санний спорт; Біатлон. с укр. — «Сцепка «XXI зимние Олимпийские игры. Ванкувер-2010»: - Фристайл - Лыжные гонки - Санный спорт - Биатлон». | 2,00 1,50 2,00 1,50 гривны | 5 февраля 2010 года  | 134 000   | Владимир Таран                             |
| № 1353 (Mi #1397)                                                       |                                 | «Збірна України з біатлону-2014». На купонах зображено фото: Олена Підгрушна, Валентина Семеренко, Юлія Джима, Віта Семеренко. с укр. — «Сборная Украины по биатлону-2014. На купонах изображены фото: - Елена Пидгрушная; - Валентина Семеренко; - Юлия Джима; - Вита Семеренко». | 3,30 гривны                | 31 января 2014 года  | 161 000   | Василий Василенко (фото Марии Осолодкиной) |
| № 1368 (Mi #1412)                                                       |                                 | «Збірна України з біатлону-2014. Золота естафета. 21.02.2014.: на марці зображено фото жіночої збірної України з біатлону». На купонах зображено фото: Олена Підгрушна, Валентина Семеренко, Юлія Джима, Віта Семеренко. с укр. — «Сборная Украины по биатлону-2014. Золотая эстафета. 21.02.2014.: На марке изображены фото женской сборной Украины по биатлону. На купонах изображены фото: - Елена Пидгрушная; - Валентина Семеренко; - Юлия Джима; - Вита Семеренко». | 3,30 гривны                | 15 апреля 2014 года  | 16 000    | Василий Василенко (фото Марии Осолодкиной) |
| № 1514 (Mi #1560)                                                       |                                 | Олімпійські ігри 2016. Ріо-де-Жанейро. с укр. — «Олимпийские игры 2016, Рио-де-Жанейро». | 4,40 гривны                | 23 июля 2016 года    | 131 000   | Владимир Таран                             |
| № 1631 (Mi #1678)                                                       |                                 | «Олімпійська команда України». с укр. — «Олимпийская команда Украины/2018». | 9,00 гривен                | 23 января 2018 года  | 130 000   | Александр Харук Сергей Харук               |

## Комментарии
1. ↑  Коммеморативные марки — обобщённое название специальных художественных (памятных, юбилейных и других) почтовых марок. Для упрощения терминологии в случаях, когда требуется лишь подчеркнуть, что данная марка не является общеупотребляемой (то есть стандартной), под термином «коммеморативная марка» подразумевают, кроме перечисленных выше, также тематические (рисунки которых, посвящены определённой теме коллекционирования) марки. Также все упомянутые марки, объединённые термином «коммеморативная», имеют общую черту: как правило, такие марки изготовляются на высоком полиграфическом уровне[4].
2. ↑  Ниже приведён перечень памятных художественных марок (с возможностью сортировки по номиналу, тиражу и дате введения в обращение).
3. ↑  Два вида спорта, в которых были медали: золотая и бронзовая соответственно.